# Hexatoma bruneri
Hexatoma bruneri är en tvåvingeart som först beskrevs av Alexander 1928.  Hexatoma bruneri ingår i släktet Hexatoma och familjen småharkrankar.
Artens utbredningsområde är Kuba. Inga underarter finns listade i Catalogue of Life.